# Artaxa nubilosa
Artaxa nubilosa är en fjärilsart som beskrevs av Van Eecke 1928. Artaxa nubilosa ingår i släktet Artaxa och familjen tofsspinnare. Inga underarter finns listade i Catalogue of Life.